# Edwardsville, Illinois
Edwardsville är en stad (city) i Madison County, i delstaten Illinois, USA. Enligt United States Census Bureau har staden en folkmängd på 24 220 invånare (2011) och en landarea på 50,7 km². Edwardsville är huvudort i Madison County.

## Kända personer från Edwardsville
- Charles S. Deneen, politiker